# Новая Сосновка (Мордовия)
Новая Сосновка — посёлок в Большеигнатовском районе Мордовии. Входит в состав Киржеманского сельского поселения.

## История
Основан в начале 1930-х годов.

## Население
| 2002 | 2010 |
| ---- | ---- |
| 22   | ↘7   |

Национальный состав
Согласно результатам Всероссийской переписи населения 2002 года, в национальной структуре населения русские составляли 50 %, мордва-эрзя — 45 %.